# 田震
田震（1966年5月2日—），瑶族人，中國女歌手。

## 生平
出生于北京。1984年出道唱歌；并在1986年，以经典曲目《最后的时刻》奠定了自己的歌唱地位；自80年代中后期走红于西北风时代，90年代凭借同名专辑《田震》、《顺其自然》、《震撼》等唱片再次红遍大江南北，持续占据流行乐坛第一线超过26年，顺理成章的成为内地走红时间最长的流行天后，是中国大陆歌坛“大姐大”式的人物；其音乐风格以“软摇滚风格”为主。
有南那英，北田震的說法，說明兩大歌后在內地的影響力之大。雖然田震是以「豪邁奔放」的嗓音著稱，但她毫不諱言自己是學著鄧麗君的歌唱氣息發音吐字，曾不只一次的在受訪節目中稱讚鄧麗君是「大師」，她也視鄧麗君為偶像。在2007年，田震因患嚴重的血液病（血小板减少性紫癜）不得不暫別歌壇，安心療養病情。蟄伏五年之後，田震於2012年宣布戰勝病魔並且復出歌壇，復出後上的第一個節目是山東衛視『歌聲傳奇』。2019年田震帶來回歸乐壇全新單曲《勝梅橋》。

## 家庭
田震的父亲田振华曾是一名军人，转业后被分配到中国科学院微生物研究所工作；妈妈俸丽是瑶族人，曾在成都军区战旗歌舞团担任独唱演员，转业后在中央人民广播电台任音乐编辑。田震是家中最小的孩子，上面还有三个哥哥。幼年时，田震是在农村的姑姑家长大的；直到小学三年级，父母才把她接到身边。这样，田震从小就有了农村“疯丫头”的脾气，和自己的几位哥哥完全不同。经过一番周折，田震才最终适应了城里的生活；后以优异的成绩考入了北京大学附属中学。
不久，姑姑的突然去世，给田震了很大的打击。在万分痛苦与彷徨之中，田震越发的叛逆了。17岁时，她剪去了一头长发，留了个“板寸”；学习成绩更是一落千丈，后来连高考也是名落孙山。万般无奈之下，妈妈在自己的工作单位——中央人民广播电台，给田震找了份工作。

## 歌手生涯

### 毛遂自荐
二十世纪八十年代，邓丽君的歌在中国大陆流行；田震也开始听她的歌。尽管歌唱演员出身的妈妈，曾一再劝诫田震，认为她不适合唱歌。但是，田震不仅不听，而且还整日练习；并最终能够模仿邓丽君的嗓音。1984年，胆大的田震试探性地把自己翻唱的邓丽君的歌曲寄给了中国录音录像总公司；后被“中录”的音乐编辑看中，并决定要为田震录一盘磁带。而田震的这第一盘的盒带，名为《荒城之月》，大部分是翻唱邓丽君的歌曲。由此，田震也就开始了自己的歌手生涯。

### 崭露头角
很快地，田震的首张个人专辑——《美丽的海湾》发行；紧接着，1984年年底，天津音像公司又为她录制发行了第二张专辑，《无名的小花》；一年后，第三张个人专辑《莫尼卡》发行。出道刚两年，就有三张专辑发行。尽管成绩不俗，但是田震依旧是以翻唱港台歌曲为主。这样的状况在1986年得到了改变。田震以原创歌曲《最后的时刻》，奠定了自己在当时中国歌坛的地位。

### 舞台磨练
1987年，在与东方歌舞团的合作中，田震获得了很多演唱及舞台表演方面的经验技巧。1988年，她进入了中国广播电声乐团。从小就受不了约束的田震，入团三个月后就辞职了。这时，中国歌坛的原创音乐正流行一股“西北风”；涌现出了很多以流行歌曲的方式来唱北方民歌的歌手，如程琳、杭天琪、范琳琳等。田震也加入其中，以一曲《我热恋的故乡》成为“西北风”中的代表人之一，大有“红透歌坛半边天”之势。
就在歌唱事业“如日中天”之际，田震却决定一个人去西藏。许多人都不理解，田震为何要放弃在北京丰厚的演出报酬；而选择去偏远的西藏，在小歌厅里赚取微薄的收入。1993年3月，西藏归来的田震在北京首都体育馆举行了个人演唱会。她的嗓音和唱法似乎更加成熟了。在面对着依旧狂热的歌迷，田震泣不成声。

### 依旧执著
1994年，田震签约“红星生产社”。仅过一年的努力，在1995年底，田震推出了自己十年来的首张个人专辑 ——《执著》。这张专辑的销售创下了当年中国国内唱片正版销量最高的纪录，突破90万张。1996年，她又被《北京青年报》评为当年流行乐坛中排行最佳的女歌手。1998年，田震进入“喜洋洋文化发展有限公司”；与摇滚歌手崔健在各地合开演唱会。
此后，田震还陆续推出了多张个人专辑，和经典单曲，两度称霸内地唱片市场年度销售冠军（《田震》和《震撼》两张专辑均获得了当年的年度销售冠军）。已在歌坛打拼了二十多年的她，依旧“执著”，经历风雨的田震，玫瑰依旧铿锵。

## 歌坛经历
- 1984年，十几岁的田震在中国录音录像总公司试音时，被其时中录的音乐编辑看中“开始歌手生涯”。
- 1984年初，首张个人专辑《美丽的海湾》发行，同年还于天津音像公司录制发行了专辑《无名的小花》。在流行音乐刚刚起步的大陆歌坛开始崭露头角。
- 1985年底，随哈尔滨某歌舞团开始漫长“走穴”生涯，在舞台上锻炼自己，积累了最初的演出经验，同时结识了侯德键及其组建的“花果山”乐队成员郭峰等音乐人，并推出了第三张个人专辑《莫尼卡》。这张专辑虽然仍是以翻唱港台歌曲为主，但田震已开始摆脱模仿别人的窠臼，尝试用自己的声音和方式去演唱。这从其用摇滚风格的唱腔演绎郭峰创作的《爱的波折》便可见一斑。当时感觉找到了自己的起点，也正是这张专辑使她名声大噪。
- 1986年6月，找到一个令自己和歌迷乃至评论界真正兴奋的闪光点—“最后的时刻”。这首由陈哲作词董兴东作曲的歌曲是大陆最早出现的出色的原创作品之一，由田震演唱后收入《无名高地》合辑之中，成为田震最有影响的代表作。同时还录制了陈、董二人的另一首原创作品“好像忘记了”，收入《一无所有》合辑之中。此时田震已跻身中国大陆顶级歌手的行列。
- 1986年底，参加为“世界和平年”创作的大型流行乐作品“让世界充满爱”录制和演出活动，在百名歌手中担任领唱之一，此歌在乐坛风靡一时。
- 1987年首次在北京登台，与东方歌舞团合作，担任《无名高地》演唱会特邀嘉宾，演唱“最后的时刻”和“不必太在意”，引起轰动，此后进入东方歌舞团，学到许多演唱及舞台表演方面的经验，技巧，自觉受益匪浅。同年，田震演唱的《让我再看你一眼》收录于郭峰的专辑《真诚与爱》中。
- 1988年进入中国广播艺术团电声乐团，由于不受约束的性格与自得其乐的生活态度，仅三个月便辞职离团，从此再没有进入过任何文艺团体。1988年席卷全国的歌坛“西北风”开始，田震演唱的《我热恋的故乡》和《黄土高坡》收录于《陕北1988》合辑之中，成为“西北风”最广为人知的代表性作品，田震也“无心插柳”地成为“西北风”的主将之一。当年参加了不计其数的演出，首都体育馆亦成为演出的根据地，大有“红透歌坛半边天”之势。10月28日，代表中国赴日本参加“雅马哈”大型演唱会。年底参加“新时期十年金曲，1988年金星”大型演唱会。
- 1991年参加“共有的家园”为华东水灾赈灾义演活动。同年为电视连续剧《夜深沉》配唱主题歌“未了情”，荣获全国影视十佳歌手称号。
- 1992年10月，第二次东渡日本参加纠集中日邦交正常化20周年演出。
- 1993年1月，随国家教委代表团赴美国慰问留学生， 在美演出受到中国留学生的热烈欢迎。3月3日，万事发集团在北京举行“中华曲库卡拉OK大奖赛”田震与香港歌手林子祥，北京“眼镜蛇”女子摇滚乐队作为嘉宾参加在首都体育馆的演出。因为这是三年来田震首次在首体登台，全场观众给她以热烈的和疯狂的欢呼喝彩，面对久远的观众的巨大支持，田震在台上泣不成声，留下了“田震泪洒首体”的乐坛佳话。4月10日和11日，在北京工人体育馆参加“心向奥运”大型义演活动。9月18日到10月7日，随国家教委代表团赴欧洲六国慰问演出。11月15日，与那英、解晓东、刘欢、韦唯等大陆歌手赴日本参加“中国歌星演唱会”。

## 再次辉煌
- 1994年 　
  - 1月，应比利时、荷兰、德国的华侨联合会邀请，再赴欧洲演出。
  - 3月，与红星生产社签约。正式复出歌坛。
- 1995年 　　
  - 9月，全新单曲《执着》由红星推出，作为原创作品合辑，《红星一号》的主打歌。《执着》在全国各地排行榜上均取得了令人瞩目的佳绩，获媒体与乐迷的一致好评。
- 1996年 　　
  - 5月，个人同名唱片《田震》发表并获巨大成功，创1996年国内唱片正版最高销量； 　　
  - 7月，获《北京青年报》1996年流行乐坛年排行“最佳女歌手”称号； 　　
  - 9月，获河北经济台“1125音乐时间”听众最喜爱歌手奖，并获“最佳女歌手”称号； 　　
  - 10月，单曲《怕黑的女人》获江苏文艺台“中国原创音乐榜”96年第三季度十大金曲奖；获加拿大温哥华中文电台及娱乐生活杂志联合举办的“名伶歌星龙凤配”颁发的“最受欢迎歌手”奖；作为中国唯一代表歌手参加在菲律宾举行的亚洲音乐节；《田震》专辑获香港正东唱片公司颁发的五十万张销量白金唱片； 　　
  - 11月，获中国流行音乐十年回顾展歌手成就奖； 　　
  - 12月，《野花》获天津文艺台96十大中文金曲第4名；单曲《野花》获河南十七家电台“中原联合榜”年度十大金曲奖。
- 1997年 
  - 1月，单曲《怕黑的女人》获天津电视台MTV音乐网96年度最佳音乐电视奖；单曲"怕黑的女人"获天津音乐台96十大金曲；《田震》专辑获江苏及南京新闻媒介联合评选96十佳中文流行专辑第一名，并获年度“最佳女歌手”称号。 单曲“野花”获南京金陵之声电台评定96年度十佳单曲第一名；《田震》专辑被《中国百老汇》杂志评为96年度十佳中文专辑；获香港卫视中文台TOP20榜中榜96年终评选音乐无限评审团特别推荐最佳女歌手奖；
    - 18日《田震》专辑获南京音乐台评选1996年十佳专辑称号。 　　

  - 2月，6日，田震参加中央电视台“春节联欢晚会”。与一众歌手合唱《公元1997》。 　　
  - 4月，2日，红星生产社向田震颁发了“96红星最高销量专辑奖”。 　　
  - 10月，《田震》专辑再创国内唱片96-97跨年度最高销售记录，成绩突破九十万张。 　　
  - 11月，田震第二张个人专辑《顺其自然》以创记录的五十万保底发行数字出版发行；为电视连续剧《千秋家国梦》演唱主题曲"千秋家国梦"及片尾曲"千秋思念"。
    - 11日，参加在四川省体育馆举行的由华西都市报主办的“四川明星回家乡”演出。
- 1998年 　　　
  - 1月，单曲“干杯，朋友”获《音乐生活报》97年度中国原创歌曲总评榜第四季度冠军，同时获得1997年年选“十大金曲奖”； 　　
  - 2月，田震赴广州参加“十大金曲”颁奖晚会，现场演唱“干杯，朋友”，再获现场观众评选“最佳表演奖”（内地唯一获此殊荣者）； 　　
  - 4月，获98京粤港普通话群英会“群英表演大奖”； 　　
  - 7月，赴日本出席新世纪中文电视台成立开播大型音乐会； 　　
  - 8月，参加98青岛国际啤酒节开幕式大型广场文艺晚会。 　　
  - 9月，正式加盟北京喜洋洋文化发展有限公司； 　　
  - 11月，27日，在古都西安与崔健合开“世纪绝唱”演唱会，引起巨大轰动。（田震：我在心底一直感激老崔，感激我和他第一次在西安的演唱会，是那次，完全转变了我对音乐的理念。）
- 1999年 　　　
  - 1月，《干杯，朋友》获中央电视台第五届中国音乐电视（97年－98年）大赛铜奖。
    - 12日，在成都继续与崔健合作举行演唱会； 　　

  - 2月，
    - 5日，参加山西太原“99新春大拜年”世纪之交流行金曲大型演唱会。
    - 17日，在湖南长沙举办了国内首次不插电个人电视演唱会，引起轰动； 　　

  - 3月，14日，与零点乐队在南京五台山体育馆做演唱会。 　　
  - 4月，27日，在首都体育馆参加京，粤，港普通话歌曲群英会。 　　
  - 5月，单曲"靠近我"上榜，迅速攀升至各地榜首；
    - 7日，出席在北京举行的第一届CCTV—MTV音乐盛典，现场演唱《干杯，朋友》。
    - 13日，在深圳参加了由凤凰卫视、深圳电视台等媒体组织的《中国人今天说“不”》大型反战音乐会。
    - 15日，参加《相聚凤凰台》1000期特别节目。 　　

  - 6月，
    - 15日，前往香港拍摄MTV“靠近我”；参加由汕头音乐台举办的十大金曲颁奖晚会并获“内地最佳女歌手”殊荣；
    - 28日，获“至尚音乐99颁奖典礼”内地地区“最受欢迎女歌手”奖； 　　

  - 8月，15日，《那时花开》。 　　
  - 9月，前往香港参加TVB8频道金曲榜颁奖典礼，新曲《靠近我》荣获金曲第三名；
    - 3日，田震的《靠近我》荣获香港TVB8频道年度金曲大奖；
    - 18日，参加第九届青岛国际啤酒节。　

  - 10月，参加电视情景喜剧《闲人马大姐》的拍摄； 获北京音乐台颁发的第二季度“十大金曲”奖及“最佳女歌手”奖。 　　
  - 11月，
    - 20日，参加由中央电视台与韩国KBS广播公司举办的首届中韩歌会；
    - 24日，在北京百花录音棚录制《怀抱》。 　　

  - 12月，参加了由中央电视台斥巨资，集大陆、香港、台湾三地歌坛巨星共同参加拍摄的MTV《永不分开世界的爱》。
- 2000年 　　
  - 1月，
    - 18日，田震与崔健在广州合开大型演唱会获得巨大成功；
    - 27日，田震的《靠近我》获得Channel [V]榜中榜“年度金曲奖”。田震本人更凭去年一年的努力，赢取Channel [V]榜中榜“最佳女歌手”大奖。 　　

  - 2月，
    - 4日，参加中央电视台“春节联欢晚会”；
    - 16日，《靠近我》获得中国原创歌曲总评榜年度十佳金曲； 与苏永康演唱的《分享》获得亚太区最佳合作演唱奖；
    - 25日，为庆祝搜狐成立两周年霞光国际参与承办了“万众豪情搜狐夜”活动。 　　

  - 3月，23日，田震荣获北京音乐台2000年度中国歌曲排行榜99年度“最受欢迎女歌手”及“十大金曲”奖。 　　
  - 5月，10日，田震作为唯一华人代表赴蒙特卡罗出席2000年世界音乐奖颁奖典礼，并荣任颁奖嘉宾。 　　
  - 6月，成为“健力宝乐臣VC水”的形象大使；
    - 16日，田震的《靠近我》荣获第二届CCTV—MTV音乐盛典“年度金曲奖”。 　　

  - 7月，
    - 4日，参加大连·东北财经大学，《同一首歌》走进校园演唱会；
    - 15日，羽泉田震演唱会火爆沈阳；
    - 20日，全新个人专辑《震撼》全球同步发行，再一次震撼了乐坛；专辑荣获六白金销量大奖；
    - 22日，崔健田震2000年深圳演唱会于当晚八时在深圳体育馆如期举行；
    - 26日，在北京王府井饭店举行了新专辑《震撼》的新闻发布会，同时举行了田震加盟香港正东唱片公司及香港金牌经纪人公司仪式，并在当晚举行了大型专辑首发式“震撼欢庆派对”歌友会；

  - 8月，
    - 8日，参加首届中国大同云冈旅游节开幕式文艺晚会；
    - 18日，新曲《爱不后悔》荣获北京音乐台第二季度“十大金曲”第一名；
    - 22日，甘肃·玉门，参加《同一首歌》走进玉门油田演唱会；
    - 25日，《爱不后悔》、《分享》两首歌曲分别荣获“雪碧—我的选择”中国原创歌曲排行榜“十大金曲”；
    - 29日，在天津体育馆举行首次个人大型演唱会。 　　

  - 9月，
    - 1日，田震的《爱不后悔》获香港TVB8频道“年度金曲奖”，《有心》获“最佳合唱歌曲”两项大奖；高登2000，田震*黑豹*羽泉”演唱会；
    - 6日，参加“为奥运加油—同一首歌大型演唱会”；
    - 9日、10日，参加香港文化中心大剧院演出《香江明月夜中秋晚会》；
    - 15日，荣获至尚音乐“最佳专辑”、“最受欢迎女歌手”、“最佳合唱歌曲”奖；
    - 15日，在上海新专辑《震撼》荣获六白金销量大奖；
    - 22日，赴港出席第四届京粤港普通话歌曲群英会。 　　

  - 10月，
    - 1日，作为中国唯一代表赴日本东京出席在NHK大厅举办的“拯救孩子(Save The Children)”大型演唱会；
    - 7日，“崔健、田震蓝带中国巡回演唱会”（长春）； 中秋时，田震赴香港参加“中秋明月夜”晚会； 参加了庆祝中央电视台朋友栏目创办一周年“朋友周年演唱会”；参加了菲利浦V面对面举办的“田震上海演唱会”；
    - 8日，参加在北京工人体育场举办的“China2000反盗维权大型公益演唱会”；
    - 13日，参加在香港文化中心举办的中华情----全国少数民族艺术团赴港演出； 　　

  - 11月，
    - 18日，参加“第二届南宁国际民歌艺术节”；
    - 22日，田震蔡明走近北京地坛医院“红丝带之家”，看望艾滋病病人。 　　

  - 12月，为“宁城干红”作广告；
    - 7日，“蓝带啤酒珠海之夜—田震、黑豹乐队演唱会”记者歌迷会；
    - 8日，参加在韩国首都汉城举行的第二届中韩歌会。
    - 11日，参加新千年全球华语音乐榜中榜颁奖大典推广活动；
    - 17日，在合肥举办歌友会，与歌迷面对面交流。
    - 22日，参加在人民大会堂举行“情系西部—共享母爱”《世纪爱心》大型义演晚会，与苏永康唱出《分享》。
    - 25日，参加深圳体育馆“华文世纪狂欢夜演唱会”。
    - 27日，参加《相约新世纪，同唱一首歌》元旦晚会，演唱《白兰鸽》。
    - 29日，录制《艺术人生》。
- 2001年 　　
  - 1月，
    - 17日，《爱不后悔》荣获CCTV—Channel[V]举办的全球华语榜中榜颁奖大典颁发的“年度最佳歌曲”及“最受欢迎女歌手”两项大奖；
    - 19日，出席香港第二十三届十大中文金曲颁奖典礼，荣获“全国最受欢迎女歌手”银奖（金奖：王菲）；
    - 24日，出席在广州举办的“中国原创音乐流行榜”颁奖晚会，荣获“最受欢迎女歌手(内地地区)”、“全国至尊销售歌”、“最佳合唱歌曲”和“十二首金曲”四项大奖；荣获由山东卫视和"音乐生活报"联合举办的"中国原创歌曲总评榜*新歌发布会"颁发的"十大金曲"和 "特殊贡献奖"； 　　

  - 2月，28日 出席“第九届中国歌曲排行榜（2001年度）颁奖典礼”新闻发布会 　　
  - 3月，为"蒂花之秀"洗发水作广告；
    - 9日 作客美肤今夜星辰与歌迷们面对面。
    - 23日，出席在北京首都体育馆举办的"中国歌曲排行榜"2000年度颁奖典礼，荣获"最受欢迎女歌手奖"和"年度十大金曲奖"；最受欢迎女歌手田震的出场，应是晚会的第三个也是最后一个高潮。作为全场唯一返场并演唱了两首歌的歌手， 田震在当今中国歌坛的地位恐怕无人撼动。 　　

  - 4月，
    - 22日 参加《声援北京申办2008年奥运会中、韩超级演唱会》 ；
    - 23日，荣获由音乐风云榜举办的"音乐盛典"颁发的"金曲奖"和"最流行女歌手奖"；
    - 27日 荣获在四川省体育馆揭晓的第四届“中国原创歌曲总评榜”最受欢迎女歌手大金曲\歌坛最佳贡献奖；
    - 29日，拒领“中国流行歌曲榜”十大金曲奖，引起娱乐圈内关于娱乐评奖权威性的广泛争议！ 田震 ：“我现在已对这个奖的公正性产生怀疑，这种奖不领也罢！” 　　

  - 5月，
    - 2日，北京音乐台为田震举办了隆重的"靠近田震生日会"；
    - 16日 录制<向奥林匹克出发> 　　
    - 17日 参加中国枇杷之乡仁寿县第四届枇杷节暨“新世纪”艺术周开幕式大型文艺晚会 　　

  - 6月，
    - 2日，在美国芝加哥荣获伊利诺州艺术委员会颁发的"杰出流行音乐家"奖；
    - 8日 走进在广汉三星堆由央视《综艺大观》和四川卫视《综艺大世界》联合执导的“荧屏因你而生辉”电视晚会；
    - 12日 参加在澳门文化中心隆重举行的《同一首歌》“走进澳门”大型演唱会。
    - 29日 参加在人民大会堂隆重上演纪念建党80周年文艺晚会《红旗颂》 　　

  - 7月，被授予第三届全国特奥会爱心大使；
    - 27日晚 田震在雨中的济南体育场为7月28日的个唱进行了近2小时的彩排。
    - 28日，作为中国第一个举办大型巡回演唱会的艺人，2001"震翅高飞"田震全国个人巡回济南演唱会在济南体育场举行，到场观众5.2万 人，取得巨大反响；
    - 30日 在上海举行了田震新闻发布会及歌迷见面会。并做客上海热线嘉宾聊天室 　　

  - 8月，
    - 3日，2001"震翅高飞"田震全国个人巡回沈阳演唱会举行，到场观众1.2万人；
    - 10日，被第二十一届世界大学生运动会组委会授予文化大使称号；
    - 15日，以大运会文化大使身份做客大运网和千龙新闻网与大家畅聊音乐、畅聊大运；
    - 24日，田震上海个人演唱会举行，到场观众1.2万人；
    - 29日，荣获"北京音乐台举办的"第二季度中国歌曲排行榜"颁发的"十大金曲奖"（第一名）； 　　

  - 9月，推出新的影视歌专辑《未了情》； 专辑中收录最热门流行单曲《水姻缘》《月牙泉》以及从未正式出版发行过的经典名曲《未了情》。 　　
    - 9日 《同一首歌》走进台湾中秋特别节目 　　
    - 19 - 21日，在马来西亚的吉隆坡、槟城、怡宝三地举行三场个人演唱会； 　　
    - 28日，田震的"水姻缘"在第八届"全球华语歌曲排行榜"中获得"十大金曲"和"最受欢迎女歌手五强";

  - 10月，
    - 19日 参加浓浓中华情----全国少数民族艺术团赴台演出 　　
    - 22日 出席在宁波举行的“第十届金鸡百花电影节”颁奖晚会！担任开奖嘉宾！ 　　

  - 11月，8日 参加厦门市体育中心举行的“绿色畅想”大型演唱会 　　
  - 12月，
    - 7、8日，在北京首都体育馆举行2场《灿烂北京》田震个人演唱会。创造了北京演出史上的记录。 　　
    - 15日 "2000/2001TVB8金曲榜" 获内地最受欢迎女歌手，《水姻缘》获得十五大金曲。 　　
    - 25日 音画时尚第2001-47期 田震个人演唱会 　　
    - 28日 参加《同一首歌》新年特别节目——大型公益慈善晚会《为了六千万》，与来自港台的演艺明星用精彩的节目一起为中国的六千万残疾人奉献爱心。全国政协副主席万国权为田震颁发爱心慈善大使奖 田震（歌手）：公益活动要参加，而且要多多地参加。每个人拿出具体的行动，不要停留在嘴上，真正做自己能做的事情，为残疾人，为其他需要帮助的人们。用我的歌声吸引更多的人关注他们，唤起爱心，我的心里就满足了。
- 2002年 　　
  - 1月
    - 12日，田震"震翅高飞"全国巡回广州演唱会在广州天河体育馆上演； 　　
    - 25日，荣获CCTV-Channe[V]举办的"第八届全球华语榜中榜"颁奖大典颁发的"最受欢迎女歌手"以及"金曲"两项大奖； 　　

  - 2月
    - 4日 参加慰问天津广大公安干警的晚会 　　
    - 11日 参加中央电视台马年春节晚会，翻唱经典老歌《草原之夜》。 　　
    - 17日，参加在南非约翰内斯堡曼德拉国家剧院举办的“为中国喝彩”晚会 　　

  - 3月
    - 19日 “田震、羽泉演唱会”在苏州最大的体育馆举行 　　
    - 22日 出席2001年度中国电视体育奖颁奖盛典 现场演唱“干杯啊朋友” 　　
    - 31日，出席在上海举办的"东方风云榜"颁奖晚会，荣获"最受欢迎女歌手奖"和"年度十大金曲"; 　　

  - 4月
    - 13日，出席在上海举行的2001年度"雪碧"我的选择中国原创音乐流行榜，荣获"内地最受欢迎女歌手奖"和"年度十大金曲奖"; 　　
    - 14日 作客雅虎 为世界杯抢票活动抽出了第5个惊喜至尊奖 　　
    - 27日 参加了在中央电视台举办的《海纳百川》的大型综合文艺晚会 　　

  - 5月
    - 16日 田震在五里河体育场身着中国国家队队服在大雨中为中国队放开歌喉 　　
    - 20日 参加在沈飞隆重举行的中央电视台“心连心”艺术团慰问演出暨第十届全国青年歌手电视大奖赛业余组颁奖晚会 　　
    - 22日 参加飞天奖与星光奖的颁奖典礼(中式) 　　

  - 6月
    - 9日，荣获中国歌曲排行榜海外票选"最受欢迎女歌手"以及"十大金曲"两项大奖； 　　
    - 22日 参加2002连云港之夏”开幕式 　　

  - 7月，作为唯一的女歌手代表，担任中央电视台第十届全国青年歌手大赛专业组比赛通俗组评委 　　
    - 20日 在中央电视台1号演播大厅录制《“北京—汉城之夜”中韩优秀歌手演唱会》演唱月牙泉 　　

  - 8月
    - 15日 参加“心连心”艺术团赴黑龙江省伊春林区慰问演出暨第十届全国青年歌手电视大奖赛专业组颁奖仪式. 　　
    - 28日 参加承德“8·28”洽谈会大型文艺演唱会在市体育场举行。 　　

  - 9月
    - 3日，凭《灿烂北京》个人演唱会及全国个人巡回演唱会，获中国演出家协会主办的“2001中国十大演出盛事”大奖。 　　
    - 9日 参加第三届特奥会《同在蓝天下》大型文艺表演 演唱《温柔美铿锵玫瑰》 　　
    - 10日 在都江堰离堆公园录制《综艺大观》 　　
    - 13日 参加阳江市“景湖杯”市民形象大赛总决赛晚会 　　
    - 14日 下午维科家纺之夜2002田震宁波演唱会媒体见面会 晚上 出席“维科家纺”杯田震、迪克牛仔、郑中基全国大型模仿秀 　　
    - 23日 生存大挑战主题歌《温柔美铿锵玫瑰》正式推出。 　　
    - 25日 参加首届三门中国青蟹节“巨龙之夜”大型文艺晚会 　　
    - 28日 参加由宁德市《“山海情”大型演唱会》 　　

  - 10月，7日，中国南岳衡山第三届寿文化节文艺晚会 　　
    - 18日 参加中国-泗洪第四届洪泽湖螃蟹节开幕式 　　

  - 11月，24日 参加在武汉的“楚天都市之夜” 　　
  - 12月，继续为"蒂花之秀"洗发露做代言人，并为其产品再度拍摄了广告； 　　
    - 15日 参加在澳大利亚第二大城市墨尔本录制了《开放的中国——多元的澳洲手拉手文艺晚会》。 　　
    - 21日，赴广东肇庆九龙湖风景区和《生存大挑战》节目组进行面对面的“二度合作”——拍摄《风雨彩虹铿锵玫瑰》的新版MTV。田震化身为一名英姿飒爽的飞行运动员，乘搭热气球飞上蓝天，演绎了“震”翅高飞的精彩一幕。 　　
    - 31日，参加中央电视台"元旦晚会"演唱了《平安中国》。2002年，《田震震翅高飞演唱会》（VCD）。
- 2003年 　　
  - 1月
    - 14日 参加辽宁电视台春节晚会，演唱了《平安中国》 　　
    - 19日 出席第九届华语榜中榜颁奖典礼 　　
    - 31日，以崭新造型参加中央电视台羊年春节晚会现场直播，演唱新歌《风雨彩虹铿锵玫瑰》，风靡神州内外，受到一致好评。 　　

  - 2月，参加公安部"春节晚会"演唱了晚会主题歌《真情无限》； 　　
  - 4月，参加中央电视台“众志成城”抗非典大型义演； 　　
  - 6月，
    - 2日 官方网站全面开通 　　
    - 8日，录制抗非典歌曲《雄心飞扬》 　　

  - 7月
    - 5日 参加在北京劳动人民文化宫太庙广场举行"为医务界献真情" 　　
    - 18日 参加在昆明举办的“两岸三地情，手拉手，共同走过的日子”大型电视公益晚会 　　

  - 8月
    - 2日 到广州为今年的《生存大挑战》录制主题曲《把握每一瞬间》， 　　
    - 17日 在北京先农坛体育场举行的“2003可口可乐杯中国女足南北明星对抗赛"上现场演唱中国女足队歌《风雨彩虹铿锵玫瑰》 　　
    - 18日，出席中国女足在北京昆仑饭店召开的为展示全新队歌和队服的发布会 　
    - 21日 携带自创厂牌“自我主张”正式加盟21东方公司及香港娱乐业巨头金牌经理人公司， 　　
    - 30日，做为嘉宾，出席“宋河杯”2003新丝路河南模特大赛总决赛颁奖晚会 　　

  - 9月
    - 12日 田震做客中央电视台，与网友在线交流 　　
    - 14日 参加第六届中国开渔节文艺晚会 　　
    - 16日，为北京首届国际饮料节担当健康形象大使 　　
    - 19 摩托手机派对 　　
    - 20日 出席第二届国际模特大赛（国际总决赛） 　　
    - 22日 出席第四届武汉博览会“红金龙之夜”文艺晚会 　　
    - 27日 参加四川省遂宁市举办“形象小姐”选拔赛颁奖晚会 　　

  - 10月
    - 2日 参加第三届中国·南京固城湖螃蟹节文艺演出 　　
    - 18日 参加在开封的中国开封菊花花会文艺晚会 　　
    - 21日 参加在欧洲著名的LICEU大剧院举办了《手拉手——相聚在巴塞罗那》大型电视文艺晚会 　　
    - 26日 参加河南省体育中心世界客属第十八届恳亲大会开幕文艺晚会 　　
    - 31日 参加了央视“心连心”祝贺载人航天成功的演出 　　

  - 11月
    - 8日 参加在武汉举办的330期<快乐大本营> 　　
    - 16日 参加在北京大学体育馆举行的“雪碧——我的选择”红人馆歌友会 　　
    - 17日 参加央视2004年黄金段位广告招标晚会 　　
    - 23日 参加第四届《生存大挑战》终结篇——《决战希腊》特别节目 　　

  - 12月
    - 5日 参加庆祝人类动力飞行百年“展翅飞翔”文艺晚会 　　
    - 14日 参加在北京工人体育馆隆重举行的第五届中韩歌会 　　
    - 24日 田震将在古城西安刚刚落成的万年大剧院一展歌喉 　　
    - 26日参加纪念毛泽东诞辰110周年音乐会，演唱《延边人民热爱毛主席》
- 2004年 　　
  - 1月
    - 7日 参加董文华在北京中国大饭店举行“新歌赠友人”新春联谊会 　　
    - 11日 中国文学艺术界春节联欢会，现场演唱川剧版《康定情歌》 　　
    - 21日 参加2004年春节联欢晚会！震姐演唱《把握每个瞬间》 　　

  - 3月
    - 18日 出席在上海大剧院举行“中国十佳劳伦斯冠军奖颁奖典礼” 　　
    - 20日 参加四川省成都春季糖酒会开幕晚会 　　

  - 4月 在泰国曼谷举办了两场小型迷你演唱会， 　　
    - 23日 参加第九届中国海门金花节文艺演出 　　

  - 5月
    - 1日参加西安红五月演唱会；参加在山东聊城举办的江北水城文化旅游节开幕式 　　
    - 11日 作为嘉宾出席《音画时尚》蔡明专场 　　

  - 6月
    - 6日参加《同一首歌》走进贵阳 　　
    - 8日参加在颐和园录制的《音画时尚》·奥运专场2004—21
- 2005年 　　
  - 春节前夕，推出的单曲《北京之雪》目前已经攻下了中国歌曲排行榜、百事音乐风云榜、雪碧榜在内的诸多冠军位置。田震的全新单曲《北京之雪》自从推出以来，北京便接二连三地下了好几场大雪，该歌曲在排行榜上的位置也节节攀升。田震开玩笑说，这首歌得到了上天的恩宠。 　　
  - 6月15日，2005大碟《38.5°C》正式上市。 　　
  - 7月
    - 13日，志愿北京大型演唱会 　　
    - 15日，21东方专场《音画时尚》演唱会 　　
    - 16日，田震在央视《音画时尚》栏目为《38.5°C》举行首唱会，《音画时尚》《综艺快报》强强合作联手造势。短短两周时间，销量已由首发的20万张追加到25万张。 　　

  - 9月21日，记者从田震所属的21东方唱片获悉，田震最新MV《日出》已于近日拍摄完成。与一般时长四五分钟的MV不同的是，该MV还有一个长达50分钟的电视短剧版本———《日出玫瑰》。
  - 10月初，据田震签约公司负责人透露，田震新专辑《38.5°C》自面世后大受欢迎，专辑销量轻松越过50万大关。同月中旬还将推出精装版，预计年底销量80万张以上。 　　
    - 28日晚，田震新专辑《38.5°C》首次歌友会于湖南卫视《音乐不断》拉开帷幕。 　　

  - 12月25日，圣诞节当晚受邀出席香港新城劲爆颁奖礼，内地乐坛女天王田震荣获“新城15周年劲爆中国摇摆歌手大奖”。
- 2006年 　　
  - 1月
    - 11日，第十二届全球华语音乐榜中榜颁奖大典在香港伊利沙伯体育馆隆重举行。田震荣获“非凡乐坛成就大奖”。 　　
    - 12日 《干杯，田震》封面 典藏系列之《干杯，田震》上市。 　　
    - 14日晚，2005年度“雪碧榜”颁奖典礼在上海举行，田震荣获“雪碧榜” 全国至尊荣誉歌手大奖，而田震2005年度大碟《38.5℃》也获肯定，得到“雪碧榜” 最优秀专辑奖，其中专辑歌曲《冷艳》夺得内地金曲奖。 　　

  - 6月29日晚，“为中国喝彩———香港回归九周年大型综艺晚会”在香港红磡体育馆唱响。晚会在田震、沙宝亮、古巨基、何韵诗四位歌手的合唱歌曲《永远》中圆满落幕。 　　
  - 8月
    - 8日晚，第九届中国西部(新疆·华凌)国际建筑装饰博览会文艺晚会在乌鲁木齐市(简称乌市)举行，田震登台献歌。 　　
    - 17日，举世瞩目的2008北京奥运会即将启动志愿者全球招募活动。田震受北京奥组委邀请，助阵奥运会志愿者宣传片的拍摄活动。她在片中饰演一名普通的北京奥运会医护志愿者，应对突发疾患，在第一时间出现在需要帮助的人们身边。 　　

  - 9月21日下午，中国足协为07年在中国举行的女足世界杯举办的启动仪式上，田震受邀高歌《风雨彩虹，铿锵玫瑰》为中国女足助阵。 　　
  - 11月15日 时至岁末，寒风渐起，歌坛女天王田震全新力作《好时光》推出。
- 2007年 　　
  - 4月22日晚，2007年女足世界杯决赛阶段比赛的分组抽签仪式在武汉进行。田震担任抽签嘉宾。 　　
  - 6月24日晚，《欢乐中国行》栏目组来到中国的东海之滨，去走访妙曼的江南之乡——宁海。田震亲情献唱。 　　
  - 9月
  - 22日晚，第四届中国·钦州国际海豚文化节系列活动在钦州市体育场隆重开幕，著名歌星田震出席献唱。 　　
  - 29日，在山西省太原《同一首歌》“走进晋源”演唱会中，田震到场献歌。
- 2008年 　　
  - 1月19日《同一首歌》走进南昌，田震演唱奥运新歌《震撼2008》 　　
  - 2月2日参加《同一首歌》“抗冰雪献真情”赈灾义演 　　
  - 8月20日参加《同一首歌》特别节目“北京欢迎你”大型综艺晚会 　　
  - 9月20日参加 2008中国洪泽湖水文化节暨水上运动会“精彩中国 美丽洪泽”大型广场文艺晚会
- 2009年 　　
  - 4月22日为电影《潘作良》演唱主题曲《爱如彩虹》 　　
  - 5月25日田震在京为其演唱的电影《潘作良》主题曲《爱如彩虹》做推广出席影片的首映会。 　　
    - 5月底，建国六十周年献礼影片《潘作良》首映，同期，由田震演唱的该电影主题曲《爱如彩虹》横扫各大排行榜，榜首夺冠。网友评论《爱如彩虹》：“虽不见惊涛骇浪，却势如破竹，直击心扉”。《爱如彩虹》已登陆各大排行榜，如同田震曾经的每一首经典曲目的表现一样，这首新作再次受到歌迷的热捧，并一路横扫中歌榜、中联榜、红歌榜、网络原创歌曲排行榜等各大排行榜，数周占据冠军位置。《爱如彩虹》也被中歌榜评为跳出怪圈的上榜歌曲，中歌榜的主持人在电台节目中说道 “田震《爱如彩虹》成功打破怪圈，从亚军晋级冠军”。
- 2010年 　　
  - 6月17日晚，唐山市乐亭新区海港文化中心演播大厅内，星光璀璨，明星云集，姜育恒、丫蛋、王金龙、田震等众多明星悉数亮相2010河北唐山湾乐亭新区投资环境暨优势产业推介会文艺演出现场。同期，中央电视台《艺苑风景线》栏目在现场录制节目。
  - 9月20日 参加第八届中国金鹰电视艺术节暨第25届电视金鹰奖颁奖晚会演唱歌曲《干杯，朋友》《风雨彩虹》，风采依旧。

## 作品
田震的音乐风格以软摇滚风格为主。有媒体评价，说田震“看上去好似拥有狂霸不羁性格的歌手，内心深处却藏着东方女性少有的细腻和古典”。

### 经典曲目
- 《野花》
- 《执着》
- 《水姻缘》
- 《千秋家国梦》
- 《怕黑的女人》
- 《靠近我》
- 《爱不后悔》
- 《干杯朋友》
- 《好大一棵树》
- 《不必太在意》
- 《自由自在》
- 《逍遥游》
- 《月牙泉》
- 《最后的时刻》
- 《我热恋的故乡》
- 《雨中的鸟依然在飞》
- 《谁为我停留》
- 《风雨彩虹，铿锵玫瑰》
- 《日出》
- 《冷艳》
- 《北京之雪》
- 《爱如彩虹》
- 《有心》
- 《分享》
- 《爱的波折》

### 个人专辑
- 《美丽的海湾》（1984年）
- 《无名的小花》（1984年）
- 《莫尼卡》（1985年）
- 《田震》（1995年）
- 《顺其自然》（1997年）
- 《震撼》（2000年）
- 《水姻缘》（2001年）
- 《38.5℃》（2005年）
- 《干杯，田震》（2006年）

## 歌坛生涯6个“第一次”
- 1987年3月，第一次登上北京舞台

就像一位游子无论走到世界哪个角落都不会忘记他最初的根一样，一位歌坛巨星无论登上过多少国家的多少个辉煌的舞台，都绝不会忘记她第一次登上舞台的情景，因为那是她歌坛生涯真正的开始.对于田震来说，1987年3月的北展剧场就有着这样难忘的意义.在那场被命名为"无名高地演唱会"的演出上，第一次登上北京舞台的田震演唱了《最后的时刻》，《不必太在意》两首作品，而台下的歌迷给予了陌生的田震以最初的但是毫不吝啬的热烈掌声. 　　演出散场后，兴奋的田震一个人蹦蹦跳跳地从北展走回了位于中关村的家.从此，一个热爱歌唱的学生歌手确立了自己在歌坛最初的地位和未来的方向，而《最后的时刻》，《不必太在意》也由此成为田震的歌坛早期代表作. 
- 1988年3月，第一次登上首体

首都体育馆对于每个歌手来说都是梦寐以求的地方，尤其是在80年代，它更是标志着一个歌手歌坛地位的崇高舞台.1988年，在席卷全国歌坛的"西北风"开始后，田震演唱的《我热恋的故乡》和《黄土高坡》成为"西北风"最广为人知的代表性作品.同年3月，田震在"花之歌演唱会"上第一次登上首体的舞台，获得的是歌迷热烈的欢迎.之后的半年中，如日中天的田震3次成功登上首体舞台，首都体育馆由此成为田震的"根据地".而最令田震感动的是，在以后的日子里，无论是一帆风顺还是遭遇挫折，首体和首体的歌迷都给了田震始终如一的支持. 　　值得一提的是，在那一年，就曾经有演出商为田震策划首体的个人演唱会，但是田震拒绝了，因为田震觉得自己的作品还不够多,想再等等看.没有想到的是，这一等就是14年，首体演唱会也一直成为了田震心中的一个情结. 
- 1993年3月3日，第一次泪洒首体

1990年之后，随着"西北风"风潮的过去和原创歌坛环境的恶化，对新作品要求很高的田震苦于没有合适的新歌，从而进入了自己歌坛生涯中最低迷的时期.这段低潮持续了三年之久，其间虽然有无数次机会在首体演出，但是都被倔强的田震拒绝了. 　　3年之后的1993年3月3日，当田震终于带着自己满意的新作——电视剧《夜深沉》主题歌《未了情》复出首体的时候，连田震自己都难免忐忑不安.沉默三年，首体和北京的歌迷将以怎样的态度面对自己的歌手?这是一个演出之前任何人都不敢预测的谜.而最后的谜底是田震迎来了排山倒海的掌声和欢呼声.面对首体和首体的歌迷的热情支持，一贯坚强的田震在舞台上潸然泪下，全场为之动容."田震泪洒首体"由此成为首体演出历史上令人难忘的一幕. 
- 1993年，第一次登上领奖台

唱歌唱了六七年，在1993年，田震获得了自己的第一个奖项.为电视连续剧《夜深沉》配唱的主题歌《未了情》为她赢得了全国影视十佳歌手称号，也为刚刚复出首都歌坛的田震带来了来自业内的支持与肯定.此次以后，田震几乎每年都获奖无数，但是田震说她永远会记得自己的这第一个奖项，虽然只是一个小小的奖杯，虽然只是一个简朴的颁奖礼，虽然并不是完全纯粹的歌坛奖项.但是在当时，这个"第一次"曾经给了田震以坚持的力量. 
- 1996年，第一次在首体领奖

1996年对于田震来说是难忘的一年，她的首张个人同名专辑《田震》和其中的单曲《执着》，《野花》等为她获得了全国范围内的巨大成功，田震由此确立了自己在原创歌坛不可替代的"天后"级地位.同年11月，中国流行歌坛十年回顾活动在首体隆重举行.田震作为中国流行音乐十年中最具代表性的女歌手，当之无愧地获得了歌手成就奖.这是对一直歌坛执着追梦的田震的一次总结性肯定，而首体和首体的数万歌迷作为十年来一直给予田震莫大鼓励的朋友，也和田震分享了十年的光荣. 
- 2001年12月,田震第一次首体个人演唱会

2001年7月，田震开始了她的第一次，同时也是中国歌坛的第一次大型个人巡回演唱会，济南，沈阳，上海，甚至马来西亚，所到之处无不引起巨大轰动.但是田震并没有在巡演的一开始就选择北京，选择首体.田震说，那是因为这个生她养她的城市，这个记录了她15年歌坛成长的首体舞台，这些15年来一直给予她最大支持的北京歌迷，对于她来说都有着太过重要的意义.她一定要选择最成熟，最适合的时间来面对这一切.最后，这个时间被定为：2001年12月7日和8日19:30.毫无疑问，现在的田震对即将到来的第一次首体个人演唱会充满了期待，期待来自故乡的喝彩，同时更期待首体和首体的歌迷陪她一起见证，见证这15年共同成长的历史.

## 第一个“吃螃蟹”的人
- 内地歌手中第一个成功举行全国大型个人巡回演唱会的歌星。
- 内地歌手中第一个创建属于自己的独立音乐厂牌“自我主张”的歌星。
- 内地歌手中第一个也是到目前为止唯一一个歌手，将歌曲《日出》MV拍摄成长达五十多分钟的电视短剧《日出玫瑰》。